# Julien Sicart
Pour les articles homonymes, voir Sicart.
Julien Sicart est un ingénieur du son français.

## Filmographie partielle
- 2003 : L'Escalier de Frédéric Mermoud (court métrage)
- 2008 : C'est dimanche ! de Samir Guesmi (court métrage)
- 2009 : Qu'un seul tienne et les autres suivront de Léa Fehner
- 2009 : Vertige d'Abel Ferry
- 2011 : La Maladie du sommeil (Schlafkrankheit) d'Ulrich Köhler
- 2011 : La Vierge, les Coptes et moi... de Namir Abdel Messeeh
- 2012 : Un plan parfait de Pascal Chaumeil
- 2013 : La Bataille de Solférino de Justine Triet
- 2014 : Mercuriales de Virgil Vernier
- 2015 : Les Ogres de Léa Fehner
- 2015 : Graziella de Mehdi Charef
- 2015 : Sous X de Jean-Michel Correia
- 2016 : Mercenaire de Sacha Wolff
- 2016 : Le Dieu Bigorne de Benjamin Papin (moyen métrage)
- 2016 : Victoria de Justine Triet
- 2017 : Jusqu'à la garde de Xavier Legrand
- 2017 : Pour le réconfort de Vincent Macaigne
- 2017 : Une vie ailleurs d'Olivier Peyon
- 2017 : 120 battements par minute de Robin Campillo
- 2019 : Les Petits Flocons de Joséphine de Meaux
- 2019 : Portrait de la jeune fille en feu de Céline Sciamma
- 2023 : Anatomie d'une chute de Justine Triet
- 2024 : Le Dernier Souffle de Costa-Gavras

## Distinctions

### Nominations
- César 2018 : meilleur son pour 120 battements par minute
- César 2019 : meilleur son avec Julien Roig et Vincent Verdoux, pour Jusqu'à la garde
- César 2020 : meilleur son pour Portrait de la jeune fille en feu
- César 2024 : meilleur son pour Anatomie d'une chute